# Зыдачит
Зыдачит — река в России, протекает в Эльбрусском районе Кабардино-Балкарской республики. Длина реки составляет 9 км, площадь водосборного бассейна 19,4 км².
Начинается из родника на склоне горы Амайбаш. От истока течёт в северо-восточном направлении через берёзовый лес. Устье реки находится в 6,5 км по левому берегу реки Кестанты.

## Данные водного реестра
По данным государственного водного реестра России относится к Западно-Каспийскому бассейновому округу, водохозяйственный участок реки — Баксан, без реки Черек. Речной бассейн реки — реки бассейна Каспийского моря междуречья Терека и Волги.
Код объекта в государственном водном реестре — 07020000712108200004604.